# Zárai béke

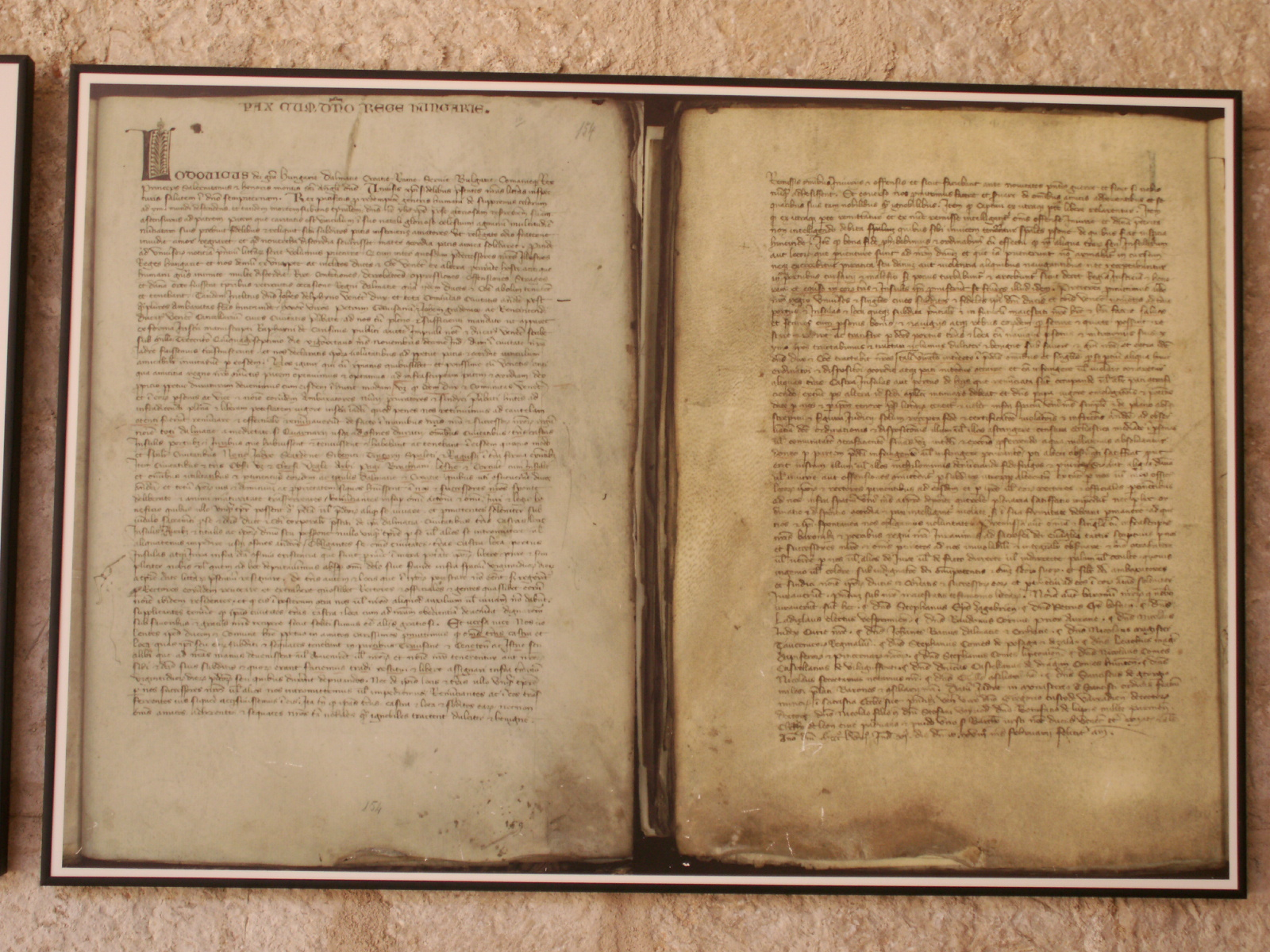
A békeszerződés másolata Zárán, a Szent Ferenc-templom falán

A zárai szerződés egy békeszerződés, amit Zárában írtak alá 1358. február 18-án. A szerződés értelmében a Velencei Köztársaság elvesztette befolyását Dalmácia felett, illetve véget ért az ellenségeskedés egy időre a Magyar Királyság, valamint a Velencei Köztársaság között.

## Előzmény
1301-ben az Árpád-ház kihalt, majd az interregnum után az Anjou-házi Károly Róbert lett a király 1312–1342 között. Őt támogatta a legerősebb horvát nemes, Šubić Pál bán, aki a fontosabb, tenger menti városokat birtokolta, például Split, Trogir és Šibenik  környéke. Šubić Pál lett a horvát bán, mivel egy uralkodóhoz hasonló jogköre volt, beleértve a pénzverést, oklevelek kiadását, illetve hogy a városok éves adói őt illették.

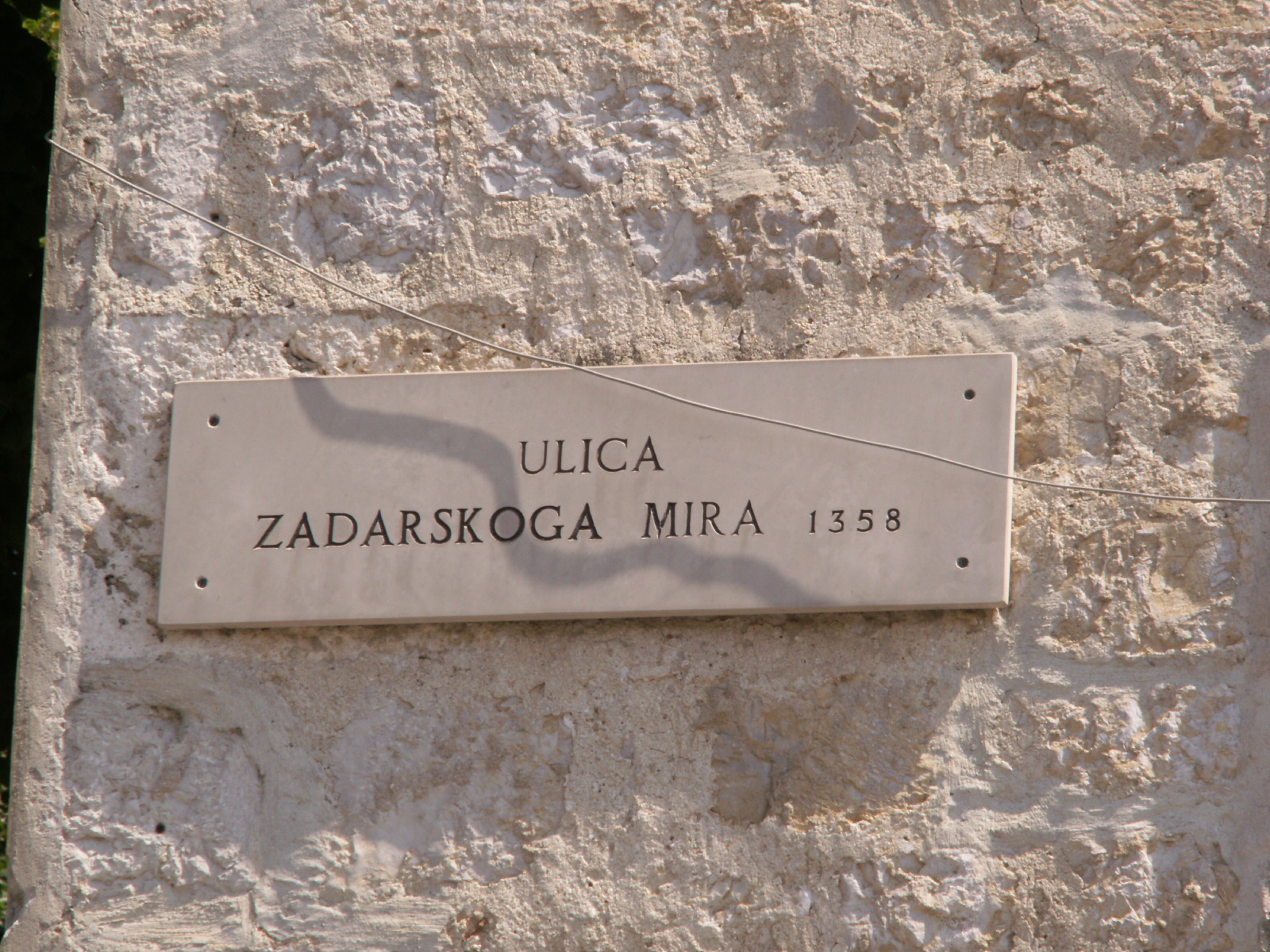
Zárai béke, 1358 utca

Šubić Pál sikerrel lázította fel a báni méltóságokat az egyre növekvő velencei fenyegetéssel szemben, és I. Károly segítségét is kérte. A Velencei Köztársaság horvát tengerpartról való kiutasításáért cserébe teljes hűséget fogadott a horvát nemesség. Míg Zárát és egész Dalmáciát a háború sújtotta, addig egy másik város, Dubrovnik, mely ekkoriban Velence riválisa kezdett lenni, kihasználta a helyzetet, és dinamikusan kezdett fejlődni, majd hamarosan a Levantei kereskedelem fontos csomópontja lett, illetve a nyersanyagban gazdag keleti királyságok és a nyugat összekötője.

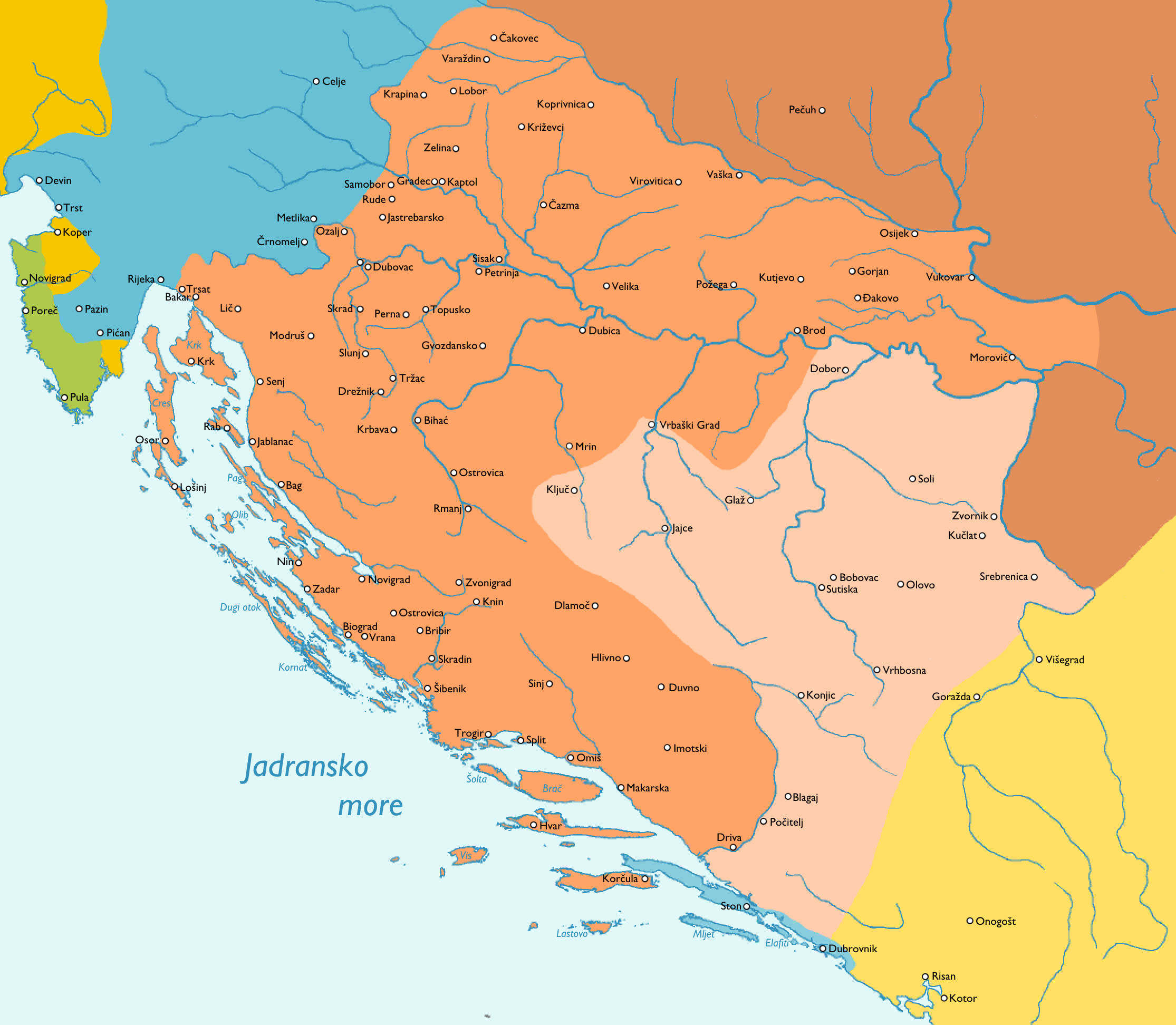
Zárai szerződés

Nagy Lajos kezdettől fogva érdekellentétben állt a Velencei Köztársasággal, ami mindinkább terjeszkedni akart a dalmát partvidéken. A dalmát városok Könyves Kálmán óta általában keresték a Magyar Királyság pártfogását (annak szükségszerűen lazább, nagyobb önrendelkezést biztosító fennhatóságát) Velencével szemben, ám a magyar királyok sokszor nem tudtak ennek eleget tenni. Összességében elmondható, hogy Lajos egyetlen tartós külpolitikai sikerét a dalmát térségben aratta. Lajos elhatározta, hogy megvédi dalmáciai jogait, ezért 1345-ben több mint 20 000 katonával Horvátországba vonult. Jöttének hírére a legtöbb horvát főúr hódolatra járult a király elé és a dalmát városok követei is elhozták városuk kulcsát.
Azonban mihelyt Lajos hazatért Magyarországra, a velencei hajóhad megjelent Zára kikötőjében azzal a követeléssel, hogy rombolják le a város falait. A város vezetése ezt megtagadta, és fegyveres segítséget kért Lajostól.
Lajos kész volt a segítségnyújtásra, de az éppen akkor kezdődő nápolyi események miatt személyesen nem tudott részt venni az expedícióban. Lajos ezért Kotromanić István boszniai és Alsólendvai Miklós szlavón bánokat küldte a város alá mintegy 10 000 fős katonasággal. Velence azonban megvesztegette a hadvezéreket, akik dolguk végezetlen tértek haza: „a harcosok vezéreinek és főembereinek akaratát megrontotta a forint, szándékuk nem egyezett a király úr tiszta, egyenes akaratával”. A rákövetkező évben (1346) Lajos hatalmas hadsereggel jelent meg Zára alatt, és teljesen bekerítette a várost ostromló velencei sereget. A döntő ütközetben reménytelen helyzetbe került, a magyar és a zárai sereg által két tűz közé szorított velencei sereget a velencei hajóhad partra szálló legénysége mentette meg azzal, hogy hátba támadta a zárai sereget. Az ütközet ezzel Velence javára dőlt el, a városnak el kellett ismernie a kereskedőköztársaság fennhatóságát. Lajost a nápolyi események megakadályozták, hogy rendezze a zárai kérdést, ezért a felek – az első itáliai hadjáratot követően – nyolc évre fegyverszünetet kötöttek, ami azt jelentette, hogy Lajos a maga részéről nem zárta le az ügyet, bár Velence próbálta véglegesíteni a helyzetet.
1352-ben, miután Lajos végleg tehermentesült Nápolyban, Magyarország szövetkezett Genovával Velence ellen. Az új hadjárat 1357-ben kezdődött. Lajos Velence szárazföldi birtokait dúlta, a köztársaság pedig a tengeren volt fölényben. A patthelyzetet az oldotta meg, hogy Zára és a dalmát városok fellázadtak Velence ellen, és megnyitották a kapuikat a magyar hadak előtt: Zára a többi a dalmát várossal 
„felemelte fejét és nagyon megkívánta a magyar uralmat. A magyar király hadai már régebben ostromolták a várost és a zárai száműzöttek azon voltak, hogy az ostromlók és az ostromlott polgárok között egyetértés keletkezzék. Szent Mihály templomprépostja lajtorjákat állítva a falak alá besegítette a derekabb vitézeket a városba, kik a velenceiek zsoldosait visszavonulni kényszerítették. Történt pedig Zára visszavétele 1357 szeptember 17-én.” 

## Következmények
A háború 1358-ban a zárai békével zárult: a kereskedőköztársaság lemondott Dalmáciáról a Kvarner-öböltől Durazzóig, de kereskedelmi jogai nem sérültek a térségben. A felek megállapodtak abban, hogy közösen lépnek fel a kalózok ellen, és vitás helyzetben a pápát kérik fel döntőbírónak. 1372-ben ismét összecsapott a két fél, majd 1378–1381 között újultak ki a harcok. 
Lajos király Zára számára 1358-ban széleskörű jogokat adományozott, illetve Dalmácia székhelyévé tette.

## Fordítás
Ez a szócikk részben vagy egészben  a   Treaty of Zadar című angol Wikipédia-szócikk ezen változatának fordításán alapul.  Az eredeti cikk szerkesztőit annak laptörténete sorolja fel. Ez a jelzés csupán a megfogalmazás eredetét és a szerzői jogokat jelzi, nem szolgál a cikkben szereplő információk forrásmegjelöléseként.